# Paul M. Vanhoutte
Paul Michel Georges Remi Vanhoutte (* 26. November 1940 in Gent; † 23. August 2019 in Paris) war ein belgischer Physiologe und Pharmakologe.

## Leben
Paul M. Vanhoutte erlangte an der Universität Gent seinen Bachelor und Master und promovierte dort und an der Universität Antwerpen. Als Postdoc war er an der Mayo Clinic in den Vereinigten Staaten tätig. Er war Professor an der Universität Antwerpen, der Mayo Clinic und dem Baylor College of Medicine. Von 1992 bis 2002 arbeitete er in Frankreich am Institut de Recherches Internationales Servier. Anschließend war er bis zu seinem Tod im Jahr 2019 an der Fakultät für Medizin der Universität Hongkong tätig. Außerdem war er von 2003 bis 2006 Präsident der International Union of Basic and Clinical Pharmacology.
Vanhoutte war Mitglied der Academia Europaea und der American Heart Association sowie Ehrenmitglied der British Pharmacological Society, der The Physiological Society, der Deutschen Gesellschaft für Angiologie und der European Society of Cardiology. Er erhielt Ehrendoktortitel von der Universität Gent, der Universität Antwerpen, der Universität Montreal, der Universität Zürich, dem Royal Melbourne Institute of Technology, der Universität Straßburg, der Universität für Medizin und Pharmazie Grigore T. Popa, der Monash University und der Syddansk Universitet. Er war Mitautor von 36 Büchern und veröffentlichte 669 wissenschaftliche Publikationen. Von 1989 bis 2007 war er Chefredakteur des Journal of Cardiovascular Pharmacology. Sein h-Index lag bei 128. Er war verheiratet und hatte vier Kinder.